# Salomonia cantoniensis
Salomonia cantoniensis är en jungfrulinsväxtart som beskrevs av João de Loureiro. Salomonia cantoniensis ingår i släktet Salomonia och familjen jungfrulinsväxter. Utöver nominatformen finns också underarten S. c. edentula.